# Asian Highways in Thailand

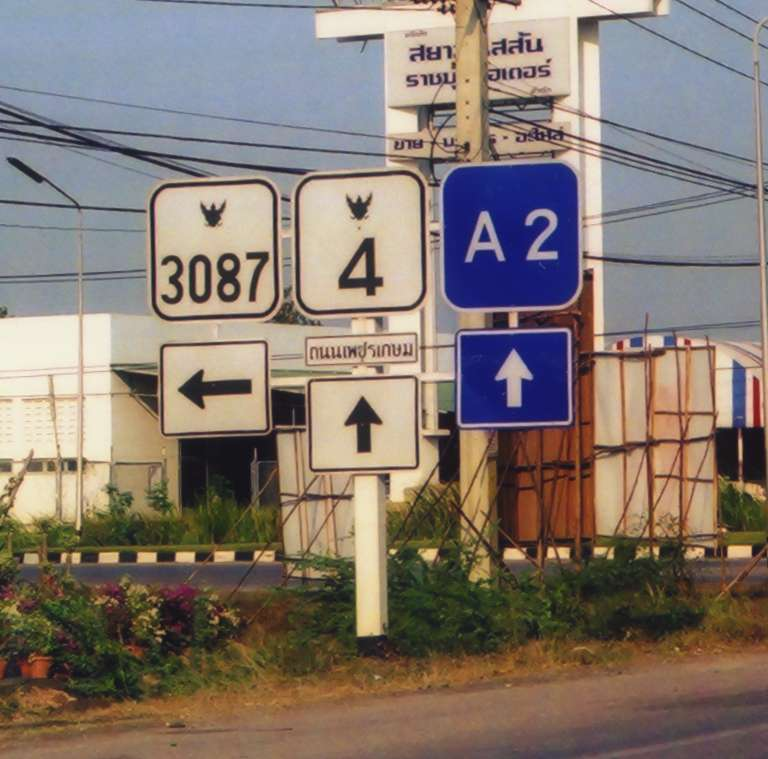
Asian Highway 2

Die Asian Highways in Thailand (Thai: โครงข่ายทางหลวงเอเซีย) (auf Deutsch Asiatische Fernstraßen Thailands) sind ein Teil des kooperativen Projektes „Asian Highway“ (AH), zwischen 32 asiatischen Staaten und den Vereinten Nationen (ESCAP).

## Übersicht und Strecken
Derzeit verlaufen neun Asiatische Fernstraßen über 5.499 Kilometer durch Thailand.
| Straße | Strecke                                                     | Länge      |
| ------ | ----------------------------------------------------------- | ---------- |
| AH1    | Aranyaprathet – Hin Kong – Bang Pa In – (Bangkok) – Mae Sot | 715,5 km   |
| AH2    | Sa Dao – Hat Yai – Bangkok – Chiang Rai – Mae Sai/Tachilek  | 1.913,5 km |
| AH3    | Chiang Khong – Chiang Rai                                   | 121 km     |
| AH12   | Nong Khai – Udon Thani – Nakhon Ratchasima – Hin Kong       | 571,5 km   |
| AH13   | Nakhon Sawan – Phitsanulok – Huai Khon                      | 550,5 km   |
| AH15   | Nakhon Phanom – Udon Thani                                  | 249 km     |
| AH16   | Tak – Khon Kaen – Mukdahan                                  | 703 km     |
| AH18   | Hat Yai – Sungai Kolok                                      | 311 km     |
| AH19   | Bangkok – Laem Chabang – Kabin Buri – Nakhon Ratchasima     | 364 km     |